# De levens van de grootste schilders, beeldhouwers en architecten

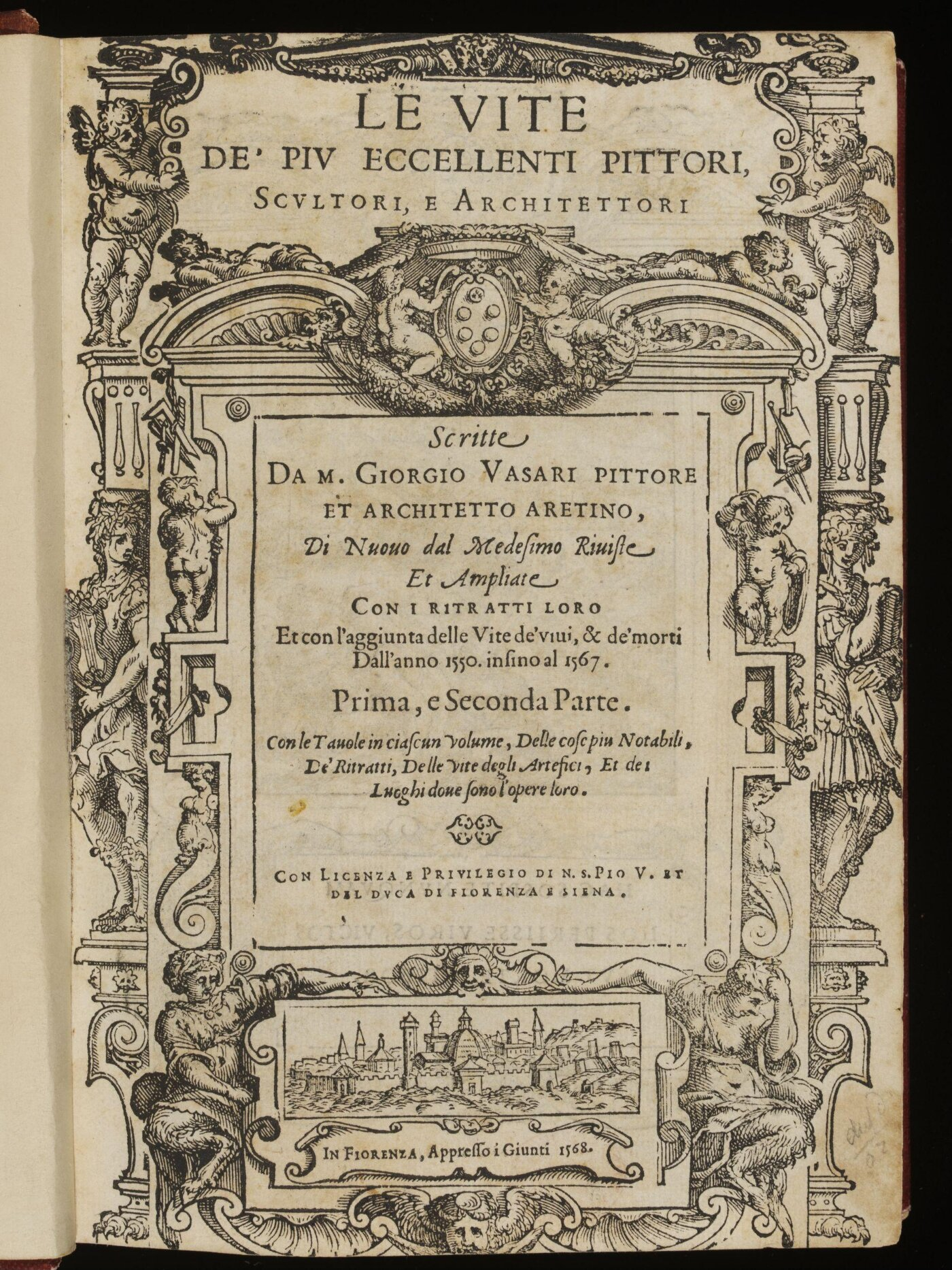
Le Vite van Vasari

De levens van de grootste schilders, beeldhouwers en architecten of Le Vite de' più eccellenti pittori, scultori, e architettori da Cimabue insino a' tempi nostri ('Het leven van de uitmuntendste Italiaanse architecten, schilders en beeldhouwers van Cimabue tot onze tijd'), zoals het oorspronkelijk bekend was in het Italiaans, is een serie biografieën van kunstenaars, geschreven door de 16e-eeuwse Italiaanse schilder en architect Giorgio Vasari. Het is een van de bekendste en invloedrijkste werken over de kunstenaars van de Italiaanse renaissance, en ook het eerste belangrijke boek over kunstgeschiedenis. De titel wordt in de literatuur vaak verkort tot 'Vite' of 'Levens'. Het werd eerst gepubliceerd in 1550, en werd later nog aanzienlijk uitgebreid voor een tweede editie in 1568. In die twee editie nam Vasari onder meer een hoofdstukje over de schilderkunst in de Nederlanden op. Ook besteedde hij enkele zinnen aan de schilderessen Plautilla Nelli, Lucrezia Quistelli en Sofonisba Anguissola, en noemde hij nog Barbara Longhi en Vittoria Colonna. In de eerste editie had hij slechts één vrouwelijke kunstenaar vermeld: de beeldhouwster Properzia de' Rossi.

## Inhoud en beschreven kunstenaars

### Eerste volume
- Opdracht aan Cosimo de' Medici van 9 januari 1568
- Opdracht aan Cosimo de' Medici uit de editie van 1550
- Inhoudstafel
- Brief van Giovambattista Adriani aan Vasari, een lange verhandeling over de meest vooraanstaande oude kunstenaars (schilderkunst, bronsgieten en beeldhouwkunst)
- Proömium (inleiding) tot het gehele werk
- Inleiding tot de drie kunsten (35 hoofdstukken over technische aspecten en referentieliteratuur):
  - 7 hoofdstukken over architectuur
  - 7 hoofdstukken over beeldhouwkunst
  - 21 hoofdstukken over schilderen
- Proömium (inleiding) tot de biografieën

#### Eerste deel van de biografieën
30 levens – 33 kunstenaars worden genoemd in de kopjes
- Cimabue
- Arnolfo di Lapo
met Bonanno Pisano
- Nicola Pisano en Giovanni Pisano
- Andrea Tafi
- Gaddo Gaddi
- Margaritone
- Giotto
met Puccio Capanna
- Agostino en Agnolo
- Stefano Fiorentino en Ugolino
- Pietro Lorenzetti (Pietro Laurati)
- Andrea Pisano
- Buonamico Buffalmacco
- Ambrogio Lorenzetti
- Pietro Cavallini
- Simone Martini
met Lippo Memmi
- Taddeo Gaddi
- Andrea Orcagna (Andrea di Cione Orgagna)
- Tommaso Fiorentino, genaamd Giottino
- Giovanni da Ponte
- Agnolo Gaddi
met Cennino Cennini
- Berna Sanese
- Duccio di Buoninsegna
- Antonio Veneziano (Viniziano)
- Jacopo del Casentino
- Spinello Aretino
- Gherardo Starnina
- Lippo Fiorentino
met Lippo di Dalmasio
- Lorenzo Monaco
- Taddeo di Bartolo (Taddeo Bartoli)
- Lorenzo di Bicci
met Bicci di Lorenzo en Neri di Bicci

#### Tweede deel van de biografieën
Voorwoord
52 levens – 63 kunstenaars worden genoemd in de kopjes, evenals een groep kunstenaars (zie Vittore Carpaccio)
- Jacopo della Quercia
- Niccolò Aretino
met Galasso Galassi en Cosmè Tura
- Dello Delli
- Nanni di Banco
- Luca della Robbia
met Andrea en Girolamo della Robbia
- Paolo Uccello (Paolo di Dono)
- Lorenzo Ghiberti
- Masolino
met Paolo Schiavo
- Parri Spinelli
- Masaccio
- Filippo Brunelleschi
- Donatello
- Michelozzo Michelozzi
met Pagno di Lapo Portigiani
- Antono Filarete en Simone
met Bernardo Ciuffagni
- Giuliano da Maiano
- Piero della Francesca
- Fra Angelico (Beato Angelico)
met Zanobi Strozzi, Domenico di Michelino en Attavante
- Leon Battista Alberti
- Lazaro Vasari
- Antonello da Messina
- Alesso Baldovinetti
- Vellano da Padova
- Filippo Lippi
met Fra Diamante en Jacopo del Sellaio
- Paolo Romano, Maestro Mino en Chimenti Camicia
met Baccio Pontelli
- Andrea del Castagno en Domenico Veneziano
- Gentile da Fabriano en Antonio Pisanello (Vittore Pisanello)
- Pesello en Francesco Pesellino (Francesco Peselli)
- Benozzo Gozzoli
met Melozzo da Forlì en Zanobi Macchiavelli
- Francesco di Giorgio en Vecchietta (Lorenzo di Pietro)
- Antonio en Bernardo Rossellino
- Desiderio da Settignano
- Mino da Fiesole
- Lorenzo Costa
met Ludovico Mazzolino
- Ercole Ferrarese
- Jacopo, Giovanni en Gentile Bellini
met Benedetto Coda, Jacopo da Montagnana en Nicolò Rondinelli
- Cosimo Rosselli
- Il Cecca (Francesco di Giovanni)
- Don Bartolomeo Abate di San Clemente
- Gherardo miniatore
- Domenico Ghirlandaio
met Benedetto, David Ghirlandaio en Sebastiano Mainardi
- Antonio en Piero Pollaiuolo
met Maso Finiguerra
- Sandro Botticelli
- Benedetto da Maiano
- Andrea del Verrocchio
met Agnolo di Polo, Francesco di Simone Benedetto en Santi Buglioni
- Andrea Mantegna
met Francesco Squarcione, Dario da Treviso, Marco Zoppo, Lorenzo da Lendinara en Nicolò Pizzolo
- Filippino Lippi
met Alonso Berruguete
- Bernardino Pinturicchio
met Nicolò Alunno en Gerino da Pistoia
- Francesco Francia
met Caradosso (Cristoforo Foppa)
- Pietro Perugino
met Bacchiacca, Rocco Zoppo, Domenico di Paris, Eusebio d San Giorgio en Andrea Aloigi detto l'Ingegno
- Vittore Carpaccio (Vittore Scarpaccia) en andere Venetiaanse en Lombardische schilders
met Stefano da Verona, Altichiero, Jacopo Avanzi, Jacobello del Fiore, Guariento (bij Vasari: Guerriero), Giusto de' Menabuoi, Vincenzo Foppa (vermoedelijk dezelfde als Vasari's Vincenzo Bresciano), Vincenzo Catena, Cima da Conegliano, Alvise Vivarini, Marco Basaiti, Bartolomeo Vivarini, Giovanni di Niccolò Mansueti, Vittore Belliniano, Bartolomeo Montagna, Benedetto Diana, Giovanni Buonconsiglio, Simone Bianco, Tullio Lombardo, Vincenzo Civerchio, Girolamo Romanino, Alessandro Bonvicino detto il Moretto, Francesco Bonsignori, Giovanni Francesco Caroto en Francesco Torbido detto il Moro
- Jacopo detto l'Indaco (Jacopo Torni)
met Francesco Torni
- Luca Signorelli
met Tommaso Bernabei detto il Papacello

### Tweede volume

#### Derde deel van de biografieën
Voorwoord
49 levens – 65 kunstenaars worden genoemd in de kopjes, evenals verschillende kunstenaarsgroepen
- Leonardo da Vinci
met Gian Giacomo Caprotti, Giovanni Antonio Boltraffio en Marco d'Oggiono
- Giorgione da Castelfranco
- Antonio da Correggio
met Andrea Solari (Andrea del Gobbo)
- Piero di Cosimo
- Donato Bramante (Bramante da Urbino)
- Fra Bartolomeo di San Marco
- Mariotto Albertinelli
- Raffaellino del Garbo
- Pietro Torrigiano (Torrigiani)
- Giuliano da Sangallo en Antonio da Sangallo de Oudere
- Raffael (Raffaello da Urbino)
- Guglielmo da Marcilla
- Simone del Pollaiuolo (il Cronaca)
- Domenico Puligo
- Andrea da Fiesole en anderen uit Fiesole
- Vincenzo da San Gimignano en Timoteo da Urbino
- Andrea Sansovino (Andrea dal Monte Sansovino)
- Benedetto da Rovezzano
- Baccio da Montelupo en Raffaello da Montelupo
- Lorenzo di Credi
- Lorenzetto en Boccaccio Boccaccino
- Baldassare Peruzzi
- Giovan Francesco, genaamd il Fattore, en Pellegrino da Modena
- Andrea del Sarto
met Andrea Sguazzella, Pier Francesco Foschi en Jacopino del Conte
- Properzia de' Rossi
met Amico Aspertini, Plautilla Nelli, Sofonisba Anguissola en Alessandro Allori
- Alfonso Lombardi, Michelagnolo da Siena, Girolamo Santacroce, Dosso en Battista Dossi
- Giovanni Antonio da Pordenone (Giovanni Antonio Licinio) en andere Friulische schilders
- Giovanni Antonio Sogliani
- Girolamo da Treviso
- Polidoro da Caravaggio en Maturino da Firenze
- Rosso Fiorentino
- Bartolomeo Ramenghi (Bartolomeo da Bagnacavallo) en andere Romagnolische schilders
- Francia Bigio
- Morto da Feltre (Morto da Feltro, Lorenzo Luzzo) en Andrea di Cosimo Feltrini
- Marco Calabrese
- Parmigianino (Francesco Mazzola)
- Jacopo Palma de Oudere en Lorenzo Lotto
- Fra Iocondo, Liberale da Verona en anderen uit Verona
- Francesco Bonsignori (Francesco Monsignori)
- Falconetto
- Francesco en Girolamo dai Libri
- Francesco Granacci
- Baccio d'Agnolo
- Valerio Belli (Valerio Vicentino), Giovanni da Castel Bolognese, Matteo dal Nasaro Veronese en anderen
- Marcantonio Raimondi (Marcantonio Bolognese) en anderen
- Antonio da Sangallo
- Giulio Romano
- Sebastiano del Piombo (Sebastiano Viniziano)
- Perino del Vaga

### Derde volume

#### Derde deel van de biografieën(vervolg)
24 levens – 29 kunstenaars worden genoemd in de kopjes
- Domenico Beccafumi
- Giovann'Antonio Lappoli
- Niccolò Soggi
- Niccolò detto il Tribolo
- Pierino da Vinci
- Baccio Bandinelli
- Giuliano Bugiardini
- Cristofano Gherardi
- Jacopo da Pontormo
- Simone Mosca
met Francesco Mosca, genaamd Moschino
- Girolamo en Bartolomeo Genga en Giovanni Battista Belluzzi (Giovanbatista San Marino)
- Michele Sanmicheli
met Paolo Veronese (bij Vasari: Paulino) en Paolo Farinato
- Giovannantonio detto il Sodoma da Verzelli
- Bastiano detto Aristotile da San Gallo
- Benedetto Garofalo en Girolamo da Carpi
met Bramantino en Bernardino Gatti detto il Soiaro
- Ridolfo, David en Benedetto Ghirlandaio
- Giovanni da Udine
- Battista Franco
met Jacopo Tintoretto en Andrea Schiavone
- Francesco Rustici
- Giovanni Angelo Montorsoli
- Francesco Salviati
met Giuseppe Porta
- Daniello Ricciarelli da Volterra
- Taddeo Zucchero
met Federico Zuccari
- Michelangelo Buonarroti
met Tiberio Calcagni en Marcello Venusti

In de eerste uitgave van 1550 was de laatste biografie die van Michelangelo (1475-1564), die toen nog leefde. In de tweede editie van 1568 is de bijgewerkte biografie van Michelangelo het laatste van de 155 hoofdstukken waarvan de titel begon met "Vita di". Daarna volgen verdere hoofdstukken over kunstenaars en hun werken, die ook onder de "levens" worden gerekend:
- Francesco Primaticcio
met Giovanni Battista Ramenghi (Bagnacavallo de Jongere), Prospero Fontana, Niccolò dell'Abbate, Domenico del Barbieri, Lorenzo Sabatini, Pellegrino Tibaldi, Luca Longhi, Livio Agresti, Marco Marchetti, Giovanni Boscoli en Bartolomeo Passarotti
- Titiaan
met Jacopo Bassano, Giovanni Maria Verdizotti, Johan Stefan van Kalkar (Giovanni fiammingo) en Paris Bordone
- Jacopo Sansovino
met Andrea Palladio, Alessandro Vittoria, Bartolomeo Ammanati en Danese Cattaneo
- Leone Leoni (Lione Aretino)
met Giovanni Giacomo della Porta, Guglielmo della Porta en Galeazzo Alessi
- Giulio Clovio
- Diverse
Italië: Girolamo Siciolante da Sermoneta, Marcello Venusti, Iacopino del Conte, Dono Doni, Cesare Nebbia en Niccolò Circignani (genaamd Pomarancio)
Nederlanden (en Duitsland): Jan van Eyck, Rogier van der Weyden, Albrecht Dürer en anderen
- Bronzino en de Accademia del disegno
met Raffaellino del Colle, Benedetto Pagni da Pescia, Alessandro Allori, Giovanni Maria Butteri, Cristofano dell'Altissimo, Stefano Pieri, Giovanni Stradano, Santi di Tito, Benvenuto Cellini, Francesco da Sangallo, Andrea Calamech, Giovanni Battista Fiammeri, Vincenzo de' Rossi, Francesco Camilliani en Stoldo Lorenzi
- Giorgio Vasari (autobiografie)

## Nederlandse vertalingen
- De levens van de grootste schilders, beeldhouwers en architecten, vert. Anthonie Kee, 2 dln., 1990 (ruime keuze)
- De levens van de grootste schilders, beeldhouwers en architecten, vert. Anthonie Kee, gekozen en van een inleiding voorzien door Henk van Veen, 1998. ISBN 9789046700181 (25 levens)

## Voetnoten
1. ↑  Deze pittori Fiamminghi werden behandeld in het hoofdstuk 'Di diversi', p. 857-861
2. ↑  Sheila Barker, "Lucrezia Quistelli (1541-1594), a Woman Artist in Vasari's Florence" in: Women Artists of Early Modern Italy. Careers, Fame, and Collectors, 2016, p. 73, n. 2

- Nationale Bibliotheek van Israël: 987007595156205171

16e eeuw: · Le Vite de' più eccellenti pittori, scultori, e architettori (Giorgio Vasari, Florence 1550 -1568)

17e eeuw: · Het Schilder-boeck (Karel van Mander, Haarlem 1604)
 · Het Gulden Cabinet van de Edel Vry Schilderconst (Cornelis de Bie, Antwerpen 1662)
 · Entretiens sur les vies et sur les ouvrages des plus excellents peintres anciens et modernes (André Félibien, Parijs, 1666-1688)
 · Teutsche Academie der Edlen Bau- Bild- und Mahlerey-Künste (Joachim von Sandrart, Neurenberg 1675)
 · Le Vite de' Pittori Scultori e Architetti Moderni (Giovanni Pietro Bellori, Rome 1672)
 · Notizie de' Professori del Disegno, Da Cimabue in qua, Secolo V. dal 1610. al 1670. Distinto in Decennali (Filippo Baldinucci, Florence 1681-1728)
 · Painting Illustrated in Three Diallogues (William Aglionby, Londen 1685)

18e eeuw: · De groote schouburgh der Nederlantsche konstschilders en schilderessen (Arnold Houbraken, Den Haag 1700)
 · De nieuwe Schouburg der Nederlantsche Kunstschilders en Schilderessen (Jan van Gool, Den Haag 1718-1721)
 · El Parnaso español pintoresco laureado (Antonio Palomino, Madrid, 1724)
 · La Vie des Peintres Flamands, Allemands et Hollandois (Jean-Baptiste Descamps, Parijs 1753-1764)
 · De levens-beschryvingen der Nederlandsche konst-schilders en konst-schilderessen (Jacob Campo Weyerman, Den Haag 1769)